# معادلات أينشتاين-إنفيلد-هوفمان
معادلات أينشتاين-إنفيلد-هوفمان للحركة (بالإنجليزية: Einstein–Infeld–Hoffmann equations)‏، المشتقة بالاشتراك بين ألبرت أينشتاين وليوبولد إنفيلد وبانيش هوفمان، هي معادلات حركة تفاضلية التي تصف الديناميكا التقريبية لنظام من الكتل الشبيهة بالنقطة بسبب تفاعلات الجاذبية المتبادلة، بما في ذلك تأثيرات النسبية العامة. إنها تستخدم تمددًا ما بعد نيوتن من الدرجة الأولى، وبالتالي فهي صالحة في الحد حيث تكون سرعات الأجسام صغيرة مقارنة بسرعة الضوء وحيث تكون مجالات الجاذبية التي تؤثر عليها ضعيفة بالمقابل.
بالنظر إلى نظام من أجسام N، المسمى بالمؤشرات A = 1, ..., N، يتم إعطاء متجه التسارع المرجح للجسم A من خلال:
{\displaystyle {\begin{aligned}{\vec {a}}_{A}&=\sum _{B\not =A}{\frac {Gm_{B}{\vec {n}}_{BA}}{r_{AB}^{2}}}\\&{}\quad {}+{\frac {1}{c^{2}}}\sum _{B\not =A}{\frac {Gm_{B}{\vec {n}}_{BA}}{r_{AB}^{2}}}\left[v_{A}^{2}+2v_{B}^{2}-4({\vec {v}}_{A}\cdot {\vec {v}}_{B})-{\frac {3}{2}}({\vec {n}}_{AB}\cdot {\vec {v}}_{B})^{2}\right.\\&{}\qquad {}\left.{}-4\sum _{C\not =A}{\frac {Gm_{C}}{r_{AC}}}-\sum _{C\not =B}{\frac {Gm_{C}}{r_{BC}}}+{\frac {1}{2}}(({\vec {x}}_{B}-{\vec {x}}_{A})\cdot {\vec {a}}_{B})\right]\\&{}\quad {}+{\frac {1}{c^{2}}}\sum _{B\not =A}{\frac {Gm_{B}}{r_{AB}^{2}}}\left[{\vec {n}}_{AB}\cdot (4{\vec {v}}_{A}-3{\vec {v}}_{B})\right]({\vec {v}}_{A}-{\vec {v}}_{B})\\&{}\quad {}+{\frac {7}{2c^{2}}}\sum _{B\not =A}{\frac {Gm_{B}{\vec {a}}_{B}}{r_{AB}}}+O(c^{-4})\end{aligned}}}
حيث:
{\displaystyle {\vec {x}}_{A}} هو مرجح الموضع المتجه للجسم A
{\displaystyle {\vec {v}}_{A}=d{\vec {x}}_{A}/dt} هو مرجح السرعة المتجهة للجسم A
{\displaystyle {\vec {a}}_{A}=d^{2}{\vec {x}}_{A}/dt^{2}} هو مرجح التسارع المتجه للجسم A
{\displaystyle r_{AB}=|{\vec {x}}_{A}-{\vec {x}}_{B}|} هي المسافة الإحداثية بين الجسمين A وB
{\displaystyle {\vec {n}}_{AB}=({\vec {x}}_{A}-{\vec {x}}_{B})/r_{AB}} هو متجه الوحدة النقطي الذي يشير من الجسم B إلى الجسم A
{\displaystyle m_{A}} هي كتلة الجسم A
{\displaystyle c} هي سرعة الضوء
{\displaystyle G} هي ثابت الجاذبية
ويتم استخدام تمثيل O الكبرى للإشارة إلى شروط النظام هذه c−4 أو ما بعده تم حذفه.
الإحداثيات المستخدمة هنا متناسقة. المصطلح الأول على الجانب الأيمن هو عجلة الجاذبية النيوتونية عند A؛ في النهاية c → ∞، يستعيد المرء قانون نيوتن للحركة.
يعتمد تسارع جسم معين على تسارع كل الأجسام الأخرى. نظرًا لأن الكمية الموجودة على الجانب الأيسر تظهر أيضًا في الجانب الأيمن، يجب حل نظام المعادلات هذا بشكل تكراري. من الناحية العملية، فإن استخدام التسارع النيوتوني بدلاً من التسارع الحقيقي يوفر دقة كافية.